# Draft Dodger Rag
Pistes de I Ain't Marching Anymore
In the Heat of the Summer That's What I Want to Hear
Draft Dodger Rag est une chanson écrite et composée par le chanteur folk Phil Ochs, parue en 1965 sur l'album I Ain't Marching Anymore. Cette chanson satirique devient rapidement après sa sortie l'un des hymnes de l'opposition à la guerre du Viêt Nam.
Elle adopte le point de vue d'un jeune Américain qui proclame à grands cris son patriotisme, mais expose toute une série d'excuses afin d'échapper au service militaire : il souffre d'une rupture splénique, d'asthme, d'épilepsie, d'allergies, de problèmes de dos et d'addiction, il a mauvaise vue, les pieds plats et une tante invalide. Il conclut néanmoins en expliquant que « si jamais il y a une guerre sans carnage ni sang, je serai le premier à partir ».

## Reprises
- Chad Mitchell Trio sur l'album The Slightly Irreverent Mitchell Trio (1964)
- Pete Seeger sur l'album Dangerous Songs!? (1966)
- Tom Paxton sur l'album What's That I Hear? The Songs of Phil Ochs (1998)
- Kind of Like Spitting sur l'album Learn: The Songs of Phil Ochs (2005)
- Disappear Fear sur l'album Get Your Phil (2011)